# Preservació d'obres d'art digital
La preservació d'obres d'art digital consisteix en una sèrie de procediments tècnics que garanteixen la pervivència i accessibilitat d'aquestes manifestacions artístiques en qualsevol circumstància futura. És una qüestió complexa degut a la naturalesa immaterial d'aquest tipus d'art i a la dependència de programaris i equips que ràpidament esdevenen obsolets i deixen de ser accessibles. L'evolució constant de l'entorn tecnològic en que són creades constitueix una amenaça per a les obres d'art digital.
Entenem per art digital totes aquelles manifestacions artístiques creades amb tecnologia informàtica. Aquí s'inclouen disciplines com el videoart i l'art sonor en suport digital, el net.art o art creat a Internet així com l'ús amb finalitats artístiques de determinat programari per generar dissenys assistits per ordinador, imatges sintètiques o realitat virtual i, en general, tota obra d'art que estigui lligada intrínsecament a un aparell informàtic tant en el procés de creació com en la seva reproducció i difusió.
Sovint categories com art digital, art electrònic, art multimèdia i art interactiu s'utilitzen indistintament com sinònims de l'art dels nous mitjans, una expressió que és la traducció del concepte en anglès “new media art”.

## Art digital: història i tipologies
La informàtica és la ciència del tractament automatitzat de la informació a través d'un ordinador. La seva història recent es remunta a la segona meitat del segle xx. És en aquest moment quan els artistes comencen a explorar les possibilitats expressives de la informàtica i de l'ordinador com a eines per a crear noves experiències artístiques.
La noció d'art digital s'estableix entre 1950 i 1970 quan es generen les primeres obres amb ordinador. Aquest fet va propiciar una nova categoria artística coneguda en anglès com computer art que qüestiona la figura de l'artista i el concepte de creativitat, ja que atorga a la màquina la capacitat de generar art mitjançant un algorisme programat per l'artista. En una línia similar, l'art de programari considera que el programari és una creació artística en si mateixa capaç de produir un material estètic amb una força expressiva que va més enllà de la mera funcionalitat.
L'ordinador permet la creació d'imatges sintètiques en un entorn de realitat virtual. La possibilitat d'interaccionar amb objectes artificials en un món tridimensional generat sintèticament constitueix una experiència artística innovadora.
La generalització d'Internet a partir de la dècada de 1990 ha permès que els ordinadors no només siguin instruments generadors d'art sinó també artífexs de la seva distribució en xarxa. És el cas de l'art.net una modalitat d'art digital en la que Internet es converteix en mitjà per a la creació d'art i alhora en plataforma per a la seva publicació, distribució, participació, promoció i diàleg crític amb l'espectador. Dintre d'aquest corrent té lloc l'anomenat artivisme que incorpora art i activisme polític en un discurs recolzat per la tecnologia de la xarxa

## Estratègies de preservació
Des dels seus inicis a mitjans del segle xx, l'art digital s'ha anat creant en paral·lel al desenvolupament tecnològic de la societat occidental. La tecnologia ha esdevingut el principal factor de productivitat i un instrument vital per a la competitivitat i rendibilitat de l'economia. La tecnologia està associada a la innovació i la innovació comporta, necessàriament, obsolescència.
En el cas de l'art digital un correcte emmagatzematge que tingui cura que les condicions de l'entorn siguin òptimes no és una acció suficient per garantir la seva supervivència. Hem de plantejar la preservació d'unes manifestacions artístiques que estan obligades a evolucionar, canviar i mutar per tal de sobreviure al temps. És el que Lino García anomena conservació evolutiva. Un model dinàmic que comporta la noció de “permanència a través del canvi”.
Les principals estratègies de preservació de les obres d'art digital són emulació, migració i reinterpretació. A aquestes tres cal afegir la documentació que és una estratègia que no comporta una acció directa sobre l'obra i el refrescament que es considera una tècnica imprescindible per combatre el deteriorament inevitable dels suports i preservar la vida dels recursos digitals.

### Emulació
És la simulació de l'estructura i el comportament d'un sistema operatiu obsolet dintre d'un sistema operatiu actual. Seria el cas d'un programari creat de nou per tal d'emular el comportament d'un dispositiu informàtic antiquat. Amb l'emulació aconseguim una còpia idèntica però en un mitjà diferent mitjançant la reprogramació de l'obra en un sistema vigent, sempre respectant la intenció de l'artista. És un procés que cal fer de manera successiva i regular a mesura que l'emulador deixa d'estar vigent i és necessari substituir-ho.

### Migració
És l'actualització de formats d'arxiu obsolets a formats actuals. En aquest procés, en comptes de recrear l'obra en un mitjà diferent, el que fem és actualitzar-la segons estàndards contemporanis tot i els canvis sensorials que aquest procediment pugui comportar. Un cas típic seria, per exemple, passar una gravació en cinta de vídeo a disc òptic. Com en el cas anterior es tracta d'un procés continuat que cal dur a terme de manera periòdica en funció de l'obsolescència dels suports.

### Reinterpretació
Consisteix en la reconstrucció de l'obra amb mitjans diferents però amb un resultat que cal que sigui fidel al màxim a l'obra original. Això vol dir que és imprescindible respectar el marc conceptual de l'artista i la seva creació. Quan no és possible mantenir l'essència de la peça, el millor és conservar-la només en forma de documentació.

### Documentació
És una forma de preservació que pretén capturar l'essència o la idea d'una obra d'art quan aquesta no pot ser experimentada de primera mà. Consisteix en una descripció detallada del comportament i les propietats tècniques de l'obra (realitzada pel mateix artista o per un documentalista) i comentaris, crítiques, anàlisis, estudis, etc. recopilats en fonts reputades. Ha d'incloure captures de pantalla o imatges fixes. Es tracta en definitiva de combatre en la mida del possible els efectes adversos de l'obsolescència mitjançant còpies d'arxiu exhaustivament documentades. Aquí es posa de manifest la importància de l'artista en la planificació de l'estratègia de preservació de la mateixa obra en el moment mateix de la seva creació

### Refrescament
És una tècnica que consisteix a renovar el suport en el qual està emmagatzemat el recurs digital sense modificar el contingut d'aquest. Mitjançant aquesta tècnica no s'aconsegueix una preservació definitiva del recurs, encara que soluciona temporalment el problema donat per l'obsolescència digital, és a dir, amb aquesta acció s'evita perdre el recurs digital abans que el suport on està emmagatzemat es deteriori i sigui inutilitzable.

## Programes i entitats
Les obres d'art digital han esdevingut un element essencial en el panorama de l'art contemporani. És vital preservar-les, ja que són part del nostre patrimoni cultural i constitueixen un tema de recerca per als investigadors especialitzats. Però són manifestacions efímeres que estan exposades a amenaces de caràcter tecnològic que poden significar la seva desaparició. És per això que existeixen diversos programes internacionals que tenen com a objectiu garantir la conservació d'aquests recursos. Alguns exemples són:
“Archiving the Avant Garde: Documenting and Preserving Variable Media Art” és un programa del Berkeley Art Museum & Pacific Film Archive de la Universitat de Califòrnia que representa una iniciativa per desenvolupar estratègies de catalogació i preservació d'art digital.
"Rhizome.org" és un arxiu d'art digital en línia que conté més de 2.500 obres d'art. És un recurs de referència en aquest àmbit i ha desenvolupat les seves pròpies estratègies per preservar els seus fons que apareixen recollides en el document “Digital preservation practices and the Rhizome artbase”
"A Preservation Guide for Technology-Based Artworks" és una guia elaborada per l'associació canadenca Documentation and Conservation of the Media Arts Heritage adreçada als professionals d'aquest sector per proporcionar una metodologia de treball i donar resposta als problemes més freqüents.
El "Nederlands Intituut voor MediaKunst", va desenvolupar entre 1992 i 2012 múltiples programes d'investigació relacionats amb l'art digital. Tot i que l'entitat va acabar la seva activitat el gener de 2013 el seu lloc web conté documentació molt valuosa al voltant del tema de la preservació d'aquesta mena de manifestacions artístiques.